# William Steig
William Steig (Brooklyn, 14 de novembro de 1907 - Boston, 3 de outubro de 2003) foi um prolífico cartunista, ilustrador e escritor de literatura infantil. Seus livros mais conhecidos são Sylvester and the Magic Pebble, Abel's Island e Doctor De Soto. Ele também escreveu o livro Shrek!, que inspirou a popular série de filmes.

## Infância e educação
Steig nasceu em 1907 no Brooklyn, New York, filho de imigrantes poloneses e judeus da Áustria, socialistas. Seu pai era um pintor e sua mãe era uma costureira, que o encorajou com suas inclinações artísticas. Como uma criança, ele se envolveu em pintura e era um ávido leitor de literatura. Entre outras obras, ele dizia ter sido especialmente fascinado por Pinóquio. Além de empreendimentos artísticos, ele também fez bem em atletismo, sendo um membro do All-American. Graduou-se na Townsend Harris High School com 15 anos, mas nunca concluiu a faculdade, embora ele participou de três deles, de passar dois anos na City College de Nova York, três anos na National Academy of Design, e apenas cinco dias na  Escola de Belas Artes de Yale antes de sair de cada um. 
Seu irmão Irwin era um jornalista e pintor, seu irmão, Henry era escritor, tocava saxofone e pintada e seu irmão Arthur escritor e poeta que, segundo Steig, lia The Nation no berço, era telepática e "desenhava como bem como Picasso ou Matisse".

## Carreira
Quando sua família ficou presa com problemas financeiros durante a Grande Depressão, ele começou a desenhar caricaturas como um artista independente, e vendeu seu primeiro desenho animado a The New Yorker em 1930. Viveu em Gaylordsville, Connecticut, onde logo se tornou muito bem sucedido, e nas décadas que se seguiram contribuiu com mais de 1600 cartoons para a revista, incluindo 117 de cobre, levando a Newsweek a apelidá-lo de "Rei dos Desenhos". Steig foi um dos escultores que 250 apresentaram em 3 Escultura Internacional realizado em Philadelphia Museum of Art no verão de 1949. Steig era um paciente do psiquiatra Wilhelm Reich e ilustrada polêmica de Reich,Ouça, Little Man. 
Em seu 1960, ele decidiu tentar a sua sorte em uma outra atividade artística, e em 1968, ele escreveu seu livro primeiras para crianças. Destacou-se aqui também, e seu terceiro livro,Sylvester and the Magic Pebble (1970), ganhou o prestigioso Caldecott Medal. Ele passou a escrever livros mais de 30 crianças, incluindo a série Doctor De Soto, e continuou a escrever em seu 90s. Entre suas outras obras bem conhecidas, o livro de fotos! Shrek (1990) serviram de base para o filmeShrek da  Dreamworks Animation. 

## Morte
com 95 anos, Steig morreu de causas naturais em 3 de outubro de 2003. Shrek 2 le prestou homenagem, incorporando o seu nome perto do fim dos créditos. "Em memória de William Steig (1907-2003)".

## Vida pessoal
Steig esteve casado quatro vezes e teve três filhos. De 1936 a 1949, Steig esteve casado com a educadora e artista Elizabeth Mead Steig (1909-1983), irmã da antropóloga Margaret Mead, de quem depois se divorciou. Foram pais do flautista de jazz Jeremy Steig e de uma filha, Lucinda. Steig casou-se em 1950 com a sua segunda esposa, Kari Homestead, da qual teve uma uma filha, Laura Margit. Após o seu divórcio casou-se, em 1964, com Stephanie Healey, de quem se divorciou em 1966. O seu casamento final, com Jeanne Doron, durou o resto da sua vida. 

## Obras
- 1939, About People
- 1941, How to Become Extinct [‌Will Cuppy; ilustrações de Steig]
- 1942, The Lonely Ones
- 1945, Persistent Faces
- 1946, Mr. Blandings Builds His Dream House [ilustrações de Steig]
- 1950, The Decline and Fall of Practically Everybody [Will Cuppy; ilustrações de Steig]
- 1951, The Rejected Lovers
- 1953, Dreams of Glory
- 1968, CDB!
- 1968, Roland the Minstrel Pig
- 1969, Sylvester and the Magic Pebble
- 1969, Bad Island
- 1971, Amos and Boris
- 1972, Dominic
- 1973, The Real Thief
- 1974, Farmer Palmer's Wagon Ride
- 1976, Abel's Island
- 1976, The Amazing Bone
- 1977, Caleb & Kate.
- 1978, Tiffky Doofky
- 1979, Drawings
- 1980, Gorky Rises
- 1982, Doctor De Soto
- 1984, CDC?
- 1984, Doctor De Soto Goes to Africa
- 1984, Ruminations
- 1984, Yellow & Pink
- 1984, Rotten Island
- 1985, Solomon:  The Rusty Nail
- 1986, Brave Irene30
- 1987, The Zabajaba Jungle
- 1988, Spinky Sulks
- 1990, Shrek![1]
- 1992, Alpha Beta Chowder
- 1994, Zeke Pippin
- 1996, The Toy Brother
- 1998, A Handful of Beans: Six Fairy Tales / retold by Jeanne Steig [ilustrações de William Steig]
- 1998, Pete’s a Pizza
- 2000, Made for Each Other
- 2000, Wizzil
- 2001, A Gift from Zeus
- 2002, Potch & Polly
- 2003, When Everybody Wore a Hat
- 2003, Yellow & Pink [new format]
- Conforme a lista William Steig produziu 44 obras.